# Sugababes
Sugababes este o formație pop/R&B engleză de fete, câștigătoare a unui premiu BRIT, alcătuită din Siobhán Donaghy, Mutya Buena și Keisha Buchanan.
Grupul a fost format în 1999 de Siobhán Donaghy, Mutya Buena și Keisha Buchanan. După lansarea albumul de debut, Donaghy a părăsit proiectul, Range ocupându-i locul. Al doilea album de studio, Angels with Dirty Face a produs primul lor cântec ocupant al locului întâi, „Freak Like Me”. După o serie de alte succese, ca „Round Roud”, „Hole in the Head” și „Push the Button”, Buena a abandonat grupul în 2005 în timpul promovării albumului Taller In More Ways. A treia schimbare a avut loc în septembrie 2009, când Buchanan a anunțat că a fost nevoită să plece din formație, Ewen luându-i locul.
Formația a lansat până acum opt albume, dintre care două au atins prima poziție în Regatul Unit, iar site-ul allmusic a numit albumul Angels With Dirty Faces ca fiind „unul din cele mai bune albume pop ale anului.” Din 2000 până acum au lansat 25 de piese, 17 dintre acestea clasându-se în top 10 în UK Singles Chart, colaborând la trei cântece de caritate, atingând în total locul 1 în topul britanic de șapte ori, fiind numite cea mai de succes formație de fete a secolului XXI. Odată cu lansarea cântecului „About You Now” în 2007, Sugababes a devenit singura formație de fete care au ocupat prima treaptă în clasamentele cântecelor, albumelor și descărcărilor digitale simultan, de două ori, prima dată reușind acest lucru în 2005 cu șlagărul „Push the Button”. Formația a lansat cel de-al șaptelea album de studio, Sweet 7, fiind primul cu noua membră, Jade Ewen. În 2011, membrele de atunci au promis un nou album, și un teaser pentru următorul single numit „Freedom”, fiind lansat în septembrie 2011 în mod gratuit. Acest material a rămas ultimul produs al celui de al patrulea line-up.
În 2012, membrele originale s-au reunit sub un nou proiect muzical MKS (Mutya Keisha Siobhán). După lupte legale, cele trei și-au redobândit numele în 2019. În 2022 au lansat cel de al optulea album The Lost Tapes cu mai multe materiale înregistrate din era MKS. În prezent, ele sunt în turneu și au lansat două noi single-uri, „Jungle” și „Weeds” și promit un al nouălea album.

## Istoria formației

### 1998 - 2004: Debutul și succesul într-o nouă componență
Formația a luat naștere în momentul în care Keisha Buchanan și Mutya Buena, care erau prietene apropiate încă din copilărie, au întâlnit-o pe Siobhán Donaghy la o petrecere, în anul 1998, moment în care cele trei aveau treisprezece ani. Ele au făcut cunoștință prin intermediul managerului lor, Ron Tom. Buena și Donaghy au lucrat o perioadă cu Tom, iar în timpul înregistrării albumului de debut, „One Touch", le-a fost sugerat să mai introducă o membră în formație. Buchanan a fost chemată de Buena la studioul de înregistrări, unde a dat câteva probe. Buchanan avea o mică experiență în domeniul muzicii deoarece apăruse în cadrul emisiunii televizate My Kind of Music, unde a uimit publicul cu vocea sa puternică. Numele de "Sugababes" provine de la porecla Keyshiei Buchanan din copilărie, "Sugar baby". În timp ce înregistrau albumul de debut, formația era cunoscută drept "The Sugababies" (într-una dintre melodiile nelansate, înregistrate în acea perioadă apare versul "Sugababies on the run, shake it shake it"). În momentul în care cele trei componente ale trupei au împlinit paisprezece ani, au semnat un contract cu London Records, și au luat un nume mai matur, "Sugababes". Schimbarea de nume este posibil să fi apărut și din pricina faptului că exista deja un grup numit "Sugababies".
Pe data de 27 noiembrie a anului 2000, albumul de debut al formației, intitulat One Touch a fost lansat în Regatul Unit. Acesta a fost produs de către Cameron McVey, care mai lucrase și cu All Saints. Membrele formației au contribuit la scrierea pieselor incluse pe album. Produsul a fost comercializat în condiții vitrege datorită recenziilor negative primite. One Touch a fost considerat de către critici destul de clasic și comun, dar lipsit de inovație, însă l-au numit un început promițător pentru Sugababes.
Albumul a avut un debut dezamăgitor pe piața muzicală, vânzându-se foarte slab și reușind să intre pe poziția cu numărul 75 în topul celor mai vândute albume din Regatul Unit. Patru luni mai târziu a atins poziția maximă, pe locul 26. În țara natală a formației, albumul One Touch a fost comercializat în 180,000 de exemplare și în 650,000 pe plan mondial.
Single-ul de debut al formației, intitulat "Overload" a intrat în topul celor mai difuzate melodii din Anglia pe poziția cu numărul șase și a fost nominalizată la premiile BRIT la categoria Cel mai bun single. Celelalte extrase pe single de pe album, "New Year", "Run for Cover" și Soul Sound" au câștigat poziții în topurile din Anglia, toate fiind melodii de top 30.
În timpul unui turneu de promovare susținut în Japonia, Siobhán Donaghy a părăsit formația declarând că vrea să urmeze o carieră în modă, fiind diagnosticată ulterior cu depresie.
Heidi Range, una dintre fondatoarele formației Atomic Kitten, a preluat poziția Siobhánei Donaghy în formația Sugababes în anul 2001. În ciuda prestației bune a formației și a vânzărilor decente ale albumului, grupului Sugababes i-a fost reziliat contractul cu London Records, pe motivul că proiectul nu a atins așteptările companiei, cu toate că albumul ajunsese pe locul #6 în Austria și #7 în Germania.
Din moment ce deja începuseră să lucreze la un al doilea album cu noua membră, Heidi Range, trio-ul a căutat o nouă casă de producție, în cele din urmă semnând cu Island Records. Primul single lansat a fost "Freak Like Me", acesta fiind produs de Richard X - înregistrat în apartamentul lui Richard , și una din ultimele piese pregătite pentru album. Melodia a debutat pe primul loc în Marea Britanie.
Al doilea single cu Range, "Round Round", a devenit al doilea #1 al grupului în Marea Britanie, locul #2 în Irlanda, Olanda, Noua Zeelandă și locul #3 în Croația și Danemarca. Melodia a fost prima melodie de top 20 în Australia primind discul de aur, și prima de top 10 în România, devenind cea mai mare poziție a formației în topul românesc până când "Push the Button" a ajuns pe locul #2 la sfârșitul anului 2005. Odată cu aceste succese, al doilea album al formației, "Angels with Dirty Faces" a debutat pe locul 2 în Marea Britanie în topul albumelor, având succes și în Europa, în cele din urmă primind de trei ori discul de platină în Marea Britanie și vânzând 1 milion de copii în Europa. Al treilea single de pe album, o baladă numită "Stronger" a devenit al treilea single de top 10 consecutiv al fetelor în țara natală. Melodia a fost lansată ca dublă față A a melodiei "Angels with Dirty Faces", cea din urmă fiind aleasă ca tema muzicală a filmului The Powerpuff Girls.
Al patrulea single, "Shape", care conține un sample din melodia "Shape of My Heart" a lui Sting, a ajuns pe locul 11 în Marea Britanie, și top 10 în Irlanda, Serbia și Olanda. Single-ul conținea versiunea live a melodiei "Freak Like Me", pe care o interpretaseră la premiile Brit, unde câștigaseră premiul "Cel mai bun artist britanic dance". Succesul lor le-a făcut să înregistreze o nouă piesă, numită "Party in the Club" (rom. "Petrecere în club"), pentru serialul dramatic, "Girls in Love", bazat pe cartea omonimă a lui Jacqueline Wilson.
Cel de-al treilea album al grupului, intitulat Three, a fost lansat la finele anului 2003 și a reprezentat continuarea succesului înregistrat de albumul precedent. El a urcat până pe poziția cu numărul trei în topul celor mai bine vândute albume din Regatul Unit. Pe album sunt incluse și melodii solo înregistrate de componentele Sugababes: "Whatever Makes You Happy" (Keisha), "Sometimes" (Heidi) și "Maya" (Mutya). Fiind produs de Brian Higgins, Craigie Dodds și Jony Rockstar , albumul Three se axează mult mai mult pe latura pop a formației. Produsul a primit recenzii bune din partea criticilor, revista Rolling Stone dându-i trei puncte din cinci, iar All Music Guide patru din cinci.
"Hole in the Head" a fost primul extras pe single, beneficiind de sprijinul prosturilor de radio din Regatul Unit, melodia a câștigat prima poziție în topul celor mai difuzate piese. Același lucru s-a întâmplat și în Danemarca, Polonia, Serbia și Rusia. În Irlanda, Norvegia și Olanda single-ul a câștigat poziția cu numărul doi, iar în S.U.A. a intrat în topul Billboard Hot 100 pe locul 96 și a urcat până pe locul întâi în Hot Dance Club Play. În România a ajuns până pe pozița cu numărul 53.
Cel de-al doilea single, intitulat "Too Lost in You", a apărut pe coloana sonoră a filmului Pur și simplu dragoste, fiind scris de Diane Warren. Melodia a câștigat poziții bune în topurile din Europa, în România reușind să atingă poziția cu numărul 44. Inițial, melodia Too Lost in You a fost înregistrată în limba franceză de către Patricia Kaas, sub numele de "Quand J'ai Peur De Tout". Cel de-al treilea single, "In the Middle", lansat în 2004, a câștigat poziția cu numărul opt în Regatul Unit și locul 42 în România. Cel de-al patrulea și ultimul extras pe single, "Caught in a Moment", a fost inclus în filmul Wimbledon și a urcat până pe 8 în topurile din Anglia.
Albumul Three a fost comercializat în peste 850,000 de exemplare în Regatul Unit și în aproximativ 1,200,000 copii în Europa.
În 2004, trio-ul s-a alăturat unor artiști precum Dido sau Robbie Williams, alături de care au reînregistrat melodia "Do They Know It's Christmas?", lansată inițial de Band Aid în anul 1984. Melodia a fost un succes major în Regatul Unit, unde a câștigat prima poziție în topul celor mai difuzate piese. Toții banii obținuți din descărcările digitale au fost folosiți în lupta contra foametei, în regiunea Darfur, din Sudan.
După o pauză luată de formație, membrele Sugababes s-au întors în studiourile de înregistrări, unde au început munca la cel de-al patrulea album. În acest timp Mutya Buena a rămas însărcinată cu iubitul său, Jay. Ea a născut o fată în luna martie a anului 2005, pe care a numit-o Tahlia Maya Buena.
După un an de pauză, Sugababes a susținut primul concert în Edinburgh, în cadrul seriei mondiale de concerte Live 8. La acea perioadă fetele terminaseră de înregistrat cel de-al patrulea album, pentru care lucraseră cu diferiți textieri și producători, printre care și Dallas Austin.

### 2005 - 2008: Apogeul
După un an de pauză, formația s-a întors cu piesa produsă de Dallas Austin, "Push the Button" în septembrie 2005. Discul single a debutat pe locul 1 în UK Singles Chart, devenind al patrulea hit al grupului clasat pe prima poziție în țara natală. Înregistrarea s-a bucurat de un succes foarte mare și internațional, ocupând locul 1 în Austria, Irlanda, Noua Zeelandă, clasându-se în top 3 în aproape toate clasamentele în care a activat, inclusiv România, primind discul de platină din vânzările realizate în Australia, Danemarca și Suedia. Piesa a fost bine primită și de critica de specialitate, primind o nominalizare la ediția din 2006 a premiilor BRIT la categoria "Cel mai bun single britanic". Grupul s-a clasat pe locul 1 în clasamentele vânzărilor de tip disc single, descărcărilor digitale, difuzărilor radio și albumelor simultan, fiind prima formație de fete care au reușit acest lucru. Taller in More Ways a primit dublu disc de platină în Regatul Unit.
Fiind aparent bolnavă, Mutya Buena nu a putut promova noul single, intitulat "Ugly", iar la data de 21 decembrie a anului 2005 în presă a apărut știrea conform căreia Buena a părăsit Sugababes. Conform anunțului postat pe site-ul lor, decizia acesteia de a pleca din formație a fost bazată numai pe motive personale. Ultima membră fondatoare rămasă în Sugababes, Buchanan, a declarat referitor la plecarea Buenei: "...tuturor ne va lipsi Mutya, dar de asemenea știm că era loc în trupă pentru cineva nou, care ar putea să ne ajute să ducem mai departe marca Sugababes".
Amelle Berrabah s-a alăturat grupului la sfârșitul anului 2005. Berrabah avea o mică experiență muzicală deoarece cântase alături de sora sa, Samiya într-o formație numită Boo2. Din cauza lipsei de timp, formația fiind pregătită să plece într-un nou turneu, Taller in More Ways Tour, doar trei dintre piesele de pe album au fost reînregistrate de Berrabah. După succesul avut și de "Ugly", un nou single dintre cele reînregistrate a fost lansat, "Red Dress", devenind al treilea hit consecutiv de top 5 în Regatul Unit. Un ultim single, "Follow Me Home", a fost lansat în iunie 2006 în insulele britanice, dar a fost boicotat de mulți dintre fanii formației, deoarece o parte din versuri au fost scrise de Buena pentru fiica ei, Tahlia, iar versiunea lansată era cea reînregistrată de Berrabah. Ca rezultat, discul single a atins doar pe locul 32, fiind în prezent cel mai slab clasat single al grupului în Regatul Unit.
În prima parte a anului 2006, Taller in More Ways a primit discul de platină pentru vânzări de peste 1 milion de exemplare vândute în Europa. În aprilie, 2006, fetele au câștigat premiul "Cel mai bun grup pe plan internațional" în cadrul premiilor ESKA 2006, din Polonia.
Formația s-a întors în studioul de înregistrări pentru a începe munca la al cincilea album, în vara anului 2006, înregistrând două melodii noi pentru compilația contractuală de hituri, intitulat "Overloaded: The Singles Collection".
Vocea Mutyei Buena apare pe majoritatea melodiilor incluse pe album, iar Amelle apare doar pe trei (Red Dress, Easy și o piesă nouă numită "Good To Be Gone". Fosta membră a Sugababes, Siobhán Donaghy apare și ea pe compilație, în două melodii "Overload" and "Run For Cover".
Pentru a promova noul material discografic, componentele Sugababes au pornit turneul Overloaded: The Singles Tour.
Pe compialație nu au fost incluse melodiile "New Year", "Soul Sound", "Angels with Dirty Faces" și "Follow Me Home", datorită clasării slabe în topuri. Toruși, fanii au fost confuzi datorită faptului că melodia "New Year" nu a fost inclusă pe materialul discografic, deși a avut succes mai mare decât "Run for Cover". Acest lucru ar fi putut fi cauzat de faptul că Donaghy avea o prezență mai puternică asupra melodiei, iar în piesa "Run for Cover" nu avea momente solo.
Primul single de pe compilație, "Easy", a fost promovat înaintea lansării albumului, și a ajuns pe locul 8 în Marea Britanie. Compilația a fost lansată pe 13 noiembrie 2006, atingând poziția cu numărul 3 în topul albumelor. Aceasta conține piese de pe toate albumele formației, începând cu "One Touch" și terminând cu Taller in More Ways, exceptând piesele "New Year", Soul Sound", Angels with Dirty Faces" și "Follow Me Home", unele dintre ele nefiind lansate în afara Marii Britanii. Un DVD separat a fost de asemenea lansat, conținând 14 din videoclipurile lor și versiuni karaoke, dar și o ediție de lux valabilă prin download digital, conținând performanțe live, un download digital cu remixuri, intitulat Overloaded: The Remix Collection, și "Napster Live Session", versiuni acustice cu patru dintre hiturile lor și cover-ul lor după melodia "Rocks" a formației "Primal Screams".
La sfârșitul anului 2006, Sugababes au anunțat că în 2007 vor lansa un single pentru fundația "Comic Relief", un duet cu formația britanică Girls Aloud, un cover după hitul Aerosmith, "Walk This Way". Colaborarea a fost promovata sub numele 'Sugababes vs. Girls Aloud', iar melodia a fost lansată pe 12 martie 2007 în Marea Britanie, și a devenit al cincilea #1 al trupei în țara natală, și primul cu Berrabah.
Compania Mattel a lucrat cu formația pentru a crea păpuși Barbie tematice, care au fost lansate în mai 2007.
Pe 8 octombrie 2007 albumul "Overloaded: The Singles Collection" s-a reîntors în topul albumelor din Marea Britanie pe locul #43, la aproape un an de la lansare.
După succesul cauzat de Turneul Greatest Hits, membrele Sugababes s-au întors în studiouri, unde au început munca la un nou album, în vara anului 2007. Ele au colaborat cu o serie de textieri și producători precum Dr. Luke, echipa daneză DEEKAY, Xenomania, Dallas Austin și Jony Rockstar. Change reprezintă primul album la care au contribuit în mod egal toate membrele Sugababes în noua componență. Revista AXM a reportat încercările grupului de a intra pe piața muzicală din America prin intermediul albumului. Ei au confirmat de asemenea și titlul final al produsului, Change. Cu patru zile înainte de lansarea oficială, albumul era deja piratat și descărcat ilegal pe internet.
Change a fost lansat în mod oficial la data de 8 octombrie a anului 2007 și a primit recenzii bune din partea criticilor. The Guardian a apreciat melodiile "Never Gonna Dance Again" și "Back Down", iar The Times a făcut o comparație între Sugababes și formația All Saints, remarcând faptul că noul material discografic este mai bun decât ale grupului All Saints și a remarcat și complimentat melodiile "My Love is Pink" și "3 Spoons of Suga".
Primul single extras de pe album, intitulat "About You Now" a fost produs de către Dr. Luke și a ajutat Sugababes să devină prima formație de fete care a avut o melodie care să ajungă pe prima poziție în topul din Regatul Unit, bazându-se numai pe descărcările digitale. La 14 octombrie 2007, Change a devenit cel de-al doilea album al grupului care a ajuns pe prima poziție în topul din Anglia. La aceeași dată Sugababes au atins prima poziție în topurile celor mai vândute albume, celor mai difuzate piese și descărcate melodii simultan. "About You Now" a rămas pe prima poziție în țara natală a artistelor pentru patru săptămâni, a debutat pe 8 în Germania, iar în România a ajuns până pe locul 35.
Cel de-al doilea single extras de pe album îi poartă numele materialului discografic, "Change". Acesta a fost bine primit de către critici, care au remarcat abilitățile vocale ale componentelor și i-au acordat patru stele din cinci. Melodia a obținut poziții medii în topurile din Europa, iar în România a ajuns pe 36.
Sugababes au înregistrat o melodie alături de Annie Lennox și alte douăzeci și două de artiste pentru cel de-al patrulea album al lui Lennox, Songs of Mass Destruction. Intitulată "Sing", melodia a fost scrisă sub forma unui imn pentru bolnavii de HIV/SIDA, conform site-ului oficial al lui Lennox.
Cel de-al treilea single extras de pe album este intitulat "Denial" și a fost lansat la data de 17 martie a anului 2008. Datorită faptului că pe site-ul oficial al Sugababes era menționată ca dată de lansare 31 martie s-a declanșat o confuzie. Problema a fost rezolvată rapid, când data a fost modificată înapoi, la 17. "Denial" a obținut poziția cu numărul 15 în Regatul Unit, iar în România a ajuns până pe poziția 55.
Melodia "About You Now" a fost nominalizată în cadrul premiilor BRIT la categoria "Cel mai bun single britanic". În prezent, trupa Sugababes se află într-un turneu de promovare, numit Change Tour.

### 2009 -  prezent: Noi schimbări și controverse, revenirea membrelor originale
Membrele Sugababes plănuiesc să se întoarcă în studiouri pentru a înregistra cel de-al șaselea album, după terminarea Turneului Change. O dată oficială pentru lansare nu a fost confirmată până în prezent, dar conform programului turneului Change, noul material discografic ar trebui să fie lansat la finele anului 2008. Au apărut zvonuri conform cărora fetele vor munci alături de Timbaland pentru noul album.. În 2010 a fost lansat albumul Sweet 7. În 2011 a fost lansat ultimul material in formula Amelle, Heidi și Jade, și anume piesa „Freedom”.
În 2012, membrele originale s-au reunit sub un nou proiect muzical MKS (Mutya Keisha Siobhán). După lupte legale, cele trei și-au redobândit numele în 2019. În 2022 au lansat cel de al optulea album The Lost Tapes cu mai multe materiale înregistrate din era MKS. În prezent, ele sunt în turneu și au lansat două noi single-uri, „Jungle” și „Weeds” și promit un al nouălea album. 

## Alte aspecte

### Apariții televizate notabile
Sugababes au apărut în cadrul multor emisiuni muzicale, cum ar fi: MTV, CD:UK, Top Of The Pops, Popworl, VIVA, premii precum MOBO, BRIT, NME, MTV EMA, și emisiuni televizate precum BBC 1, The Charlotte Church Show, The Paul O'Grady Show și altele. Au apărut la festivalul "Glastonbury", fundația de caritate "Prince's Trust", Live 8, și au cântat în multe țări în jurul lumii precum România, Japonia, Germania, Australia, Africa de Sud și Portugalia printre altele. Numai în 2005 au cântat în fața a peste 1 milion de oameni.
În 2006 au cântat melodia Hole in the Head la gala Royal Variety Performance la Coloseumul Londonez.
Pe 18 octombrie 2007, Sugababes au interpretat melodia Lady Marmalade, alături de interpreta originală a acesteia, Patti LaBelle la Swarovski Fashion Rocks 2007", primind ovații de la publicul din "Royal Albert Hall".
Pe 27 ianuarie 2008, formația a luat parte la o nouă emisiune, Big Brother Celebrity Hijack, fiind ultimele vedete care au apărut în sezonul 1.

### Sugababes în presă
În Marea Britanie, membrele trupei nu primesc multă expunere separat, dar atitudinea schimbătoare a grupului percepută ca schimbătoare, presupusele certuri din culise și altele, au dus la apariția trupei în tabloidele britanice. Sunt cunoscute pentru numeroasele zvonuri despre certuri în trupă, și foarte desele zvonuri referitoare la plecări din trupă - notabil presupusa agresare a lui Siobhán Donaghy care a plecat din trupă în 2001. Zvonurile au continuat, de această dată, făcând referire la faptul că cele două membre rămase în trupă, Keisha Buchanan și Mutya Buena s-au purtat urât cu înlocuitoarea Siobhánei, Heidi Range, cu toată că Range a negat mereu aceste zvonuri; Buena a recunoscut mai târziu că "pur și simplu nu vorbea cu ea", când aceasta s-a alăturat trupei. Buchanan a declarat că nu a existat decât o singură ceartă serioasă între ea și Range, în timpul unui concert în Dublin, referitor la videoclipul "Toxic" a lui Britney Spears. Fetele au ajuns pe prima pagină după turneul lor cu Take That, atacându-l pe unul din membrii trupei, Gary Barlow, datorită nepolității sale.
În aprilie 2007, Amelle Berrabah, a fost reținută în urma unor acuzații, conform cărora a atacat o tânără de 18 ani, pe ringul de dans într-un bar din Guildford, Surrey. Ziarele "The Daily Mirror" și "The Sun" au raportat că aceasta a petrecut noaprea într-o celulă până să fie eliberată, fără acuzații.
În martie 2008 au apărut iar zvonuri despre o ceartă în grup. "The Sun" a declarat că la scurt timp după petrecerea de după spectacolul de la "Royal Albert Hall" de pe 20 martie 2008, fetele "nu ș-au vorbit deloc." Ziarul a mai adăugat și că Heidi a stat singură la bar, departe de Keisha și Amelle, după o ceartă cu Keisha.

## Discografie

### Cântece clasate în top 3
| 2000 | „Overload”                       | One Touch                | 6 | 3  | 15 | 2  |
| 2002 | „Freak Like Me”                  | Angels with Dirty Faces  | 1 | 22 | 2  | 25 |
| 2002 | „Round Round”                    | Angels with Dirty Faces  | 1 | 8  | 2  | 2  |
| 2003 | „Hole in the Head”               | Three                    | 1 | 5  | 2  | 11 |
| 2005 | „Push the Button”                | Taller in More Ways      | 1 | 1  | 1  | 1  |
| 2005 | „Ugly”                           | Taller in More Ways      | 3 | 14 | 7  | 5  |
| 2007 | „Walk This Way” (cu Girls Aloud) | cântec de caritate       | 1 | —  | 14 | —  |
| 2007 | „About You Now”                  | Change                   | 1 | 4  | 2  | 18 |
| 2008 | „Girls”                          | Catfights and Spotlights | 3 | —  | 12 | —  |
| 2009 | „Get Sexy”                       | Sweet 7                  | 2 | 72 | 3  | —  |
|      |                                  | Total în top 3           | 9 | 2  | 6  | 3  |

### Pozițiile ocupate de către single-uri în România
| Melodia            | Poziția maximă ocupată |
| ------------------ | ---------------------- |
| Overload           | -                      |
| New Year           | -                      |
| Run for Cover      | -                      |
| Soul Sound         | -                      |
| Freak like me      | 28                     |
| Round Round        | 4                      |
| Stronger           | 21                     |
| Shape              | 27                     |
| Hole in the head   | 53                     |
| Too lost in you    | 44                     |
| In the middle      | 42                     |
| Caught in a Moment | -                      |
| Push the Button    | 2                      |
| Ugly               | 21                     |
| Spiral             | 93                     |
| Red Dress          | 51                     |
| Follow Me Home     | 64                     |
| Easy               | 87                     |
| Walk This Way      | 54                     |
| About You Now      | 35                     |
| Change             | 36                     |
| Denial             | 55                     |

|align=”left”|Freedom
"-" denotă că melodia nu a fost lansatǎ